# Subhadrá

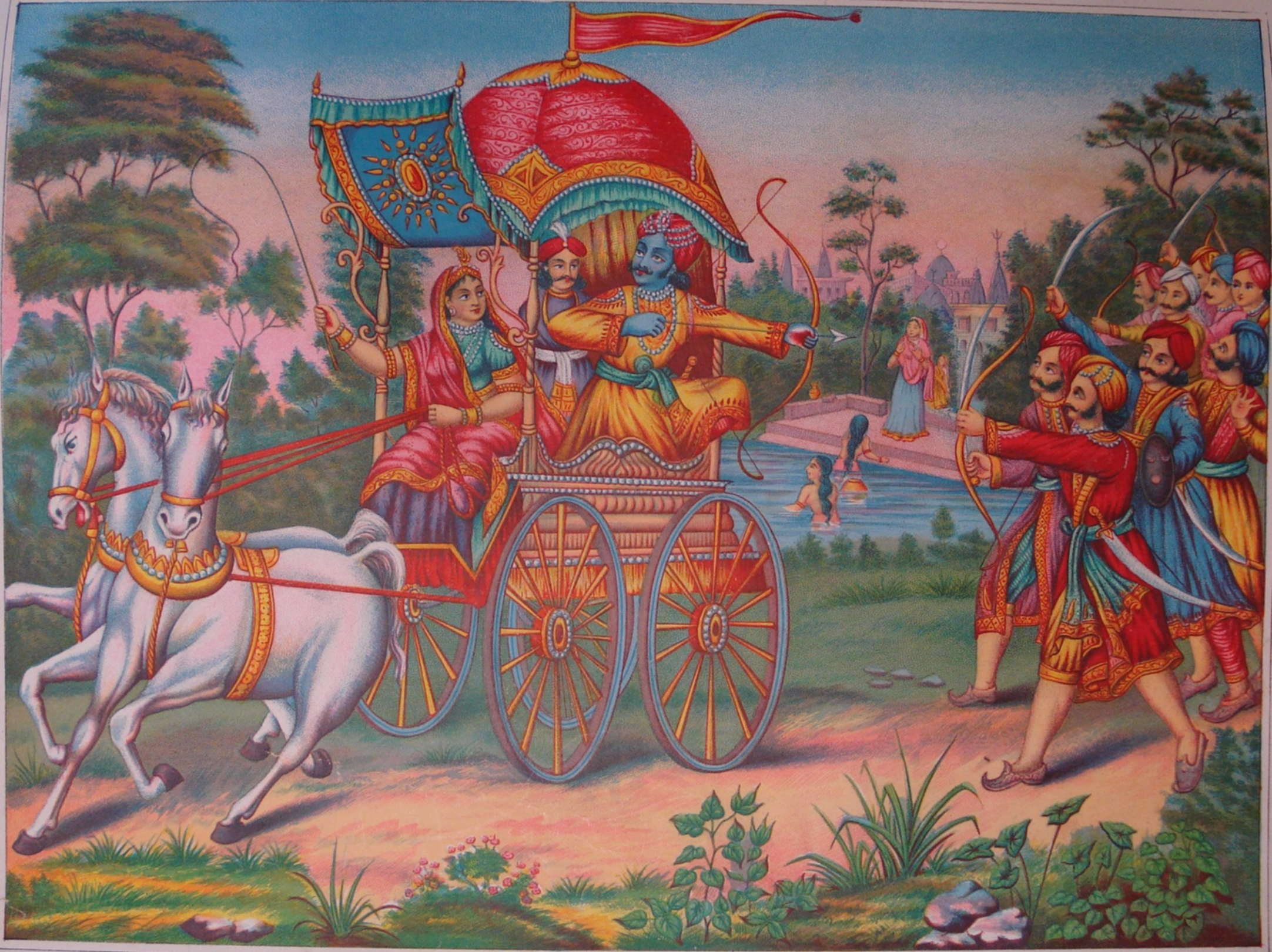
Subhadrá, la hermana de Krisná, conduce el carro con su primo y esposo Áryuna y su hermano Krisná dentro.

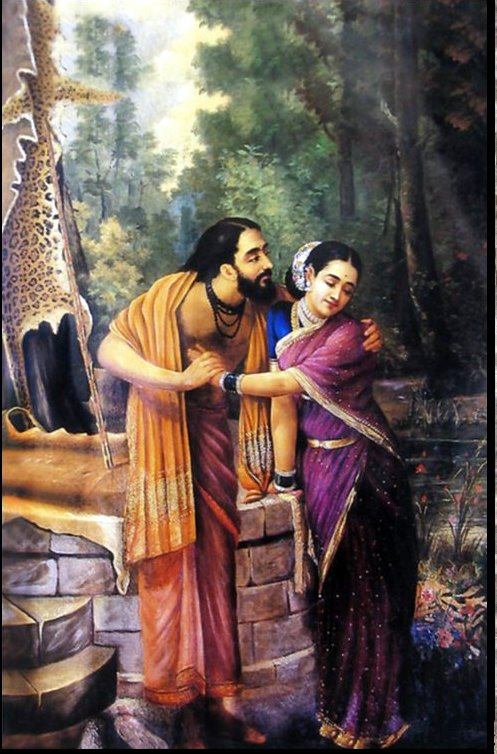
Áryuna y Subhadrá. Pintura de Rash Ravi Varma.

En el marco de la mitología hinduista, Subhadrá es un personaje importante en el texto épico-religioso Majábharata. Es la media hermana del rey-dios Krisná, la esposa del príncipe pándava Áryuna, y la madre de Abhimaniu. Se la considera la encarnación de Bhuvanésuari o Shakti.
- subhadrā, en el sistema AITS (alfabeto internacional para la transliteración del sánscrito).
- सुभद्रा, en escritura devanagari del sánscrito.
- ସୁଭଦ୍ରା en idioma oría.
- సుభద్ర en idioma telugú.
- Pronunciación: /subadrá/ o /subjadrá/.[1]
- Etimología: ‘muy auspiciosa’, siendo su: ‘muy’; y bhadra: ‘auspicioso, afortunado’.[1]

## Datación de su leyenda
En el Rig-veda (el texto más antiguo de la India, de mediados del II milenio a. C.) no se menciona a Subhadrá ni a los otros personajes que le acompañan (como el dios Krisná).
La primera aparición de Subhadrá, Krisná, etc. se encuentra en el texto épico-religioso Majábharata (siglo III a. C.).

## Leyenda
Subhadrá es la única hija de Vasudeva con Rójini (una de las dos esposas de Vasudeva, siendo la otra Devaki, la madre de los dioses Krisná y Balaram). Ella nació después de que Krisná (de 14 años de edad) rescata a sus padres de la prisión, y por lo tanto es mucho más joven que sus dos hermanos. Subhadrá creció en la comodidad como a la princesa, y escapó de las penurias que acechaban a su familia antes de su nacimiento.
En uno de los capítulos del Majábharata, el príncipe Áryuna ―uno de los cinco hermanos Pándavas― tuvo que pasar doce años en el exilio por haber roto un voto. La última parte de este exilio la pasó en Duarka, en el palacio de sus primos Krisná, Balarama y Subhadrá. Son sus primos porque Vasudeva (el padre de los tres), es hermano de la reina Kunti (la madre de Áryuna). Durante su estancia en Duarka, Áryuna se enamora de Subhadrá. Esta relación es instigada por el propio Krisná, que siempre ha sido particularmente unido a Áryuna ―con quien tienen la misma edad―, y no desea sino lo mejor para su hermana Subhadrá.
A medida que el período de exilio de Áryuna llega a su fin, y es inminente su regreso a casa, él le propone matrimonio a su prima, y ella accede. Sabiendo que toda la familia vería con malos ojos la posibilidad de que Subhadrá se convirtiera en la cuarta esposa de Áryuna, Krisná facilita la fuga de la pareja y su salida hacia Indraprastha (la capital de los pándavas). Krisná le da a la pareja un consejo crucial: será Subhadrá, y no Áryuna, quien conducirá el carro lejos de Duarka y hacia Indraprastha. Krisná más adelante utilizará este hecho para convencer a su familia de que Subhadrá no ha sido secuestrada, sino que por el contrario, fue ella quien secuestró a Áryuna.
Subhadrá y Áryuna pronto tienen un hijo, el valiente Abhimaniu. Abhimaniu recibe la tutela de Krisná y obtiene una educación adecuada que lo prepara para las luchas y las responsabilidades que le espera en su vida futura. El joven Abhimanyu se casa con Uttara, hija del rey Virata. Para gran pesar de Subhadrá, el joven Abhimaniu es asesinado durante la batalla de Kuruksetra, que sobreviene poco después. Uttara estaba embarazada en ese momento y más tarde tendrá un hijo, que llevará el nombre de Pariksit Majarás.
Parikshit está destinado a convertirse en el único heredero superviviente de toda las dos clanes emparentados, los kurus y los pándavas. Cuando alcanza la mayoría de edad, los pándavas (su abuelo Áryuna y los otros cuatro tíos abuelos: Iudistira, Bhima, Nakula y Sajadeva) lo nombran rey del reino y realizan un viaje ritual de suicidio a los Himalayas. 
Subhadrá se queda atrás como guía y mentor de su nieto Paríksit.

## Devociones
Subhadrá es una de las tres deidades adoradas en el templo de Yáganat en Puri (estado de Orisa), junto con sus hermanos Krisná (que adopta el nombre de Yáganat) y Balarama (que adopta el nombre de Baladeva o Balabhadra). 
Cada año, el tercero de los tres carros en el Ratha Yatra (festival de las carrozas) está dedicado a ella.